# Harry Beaumont

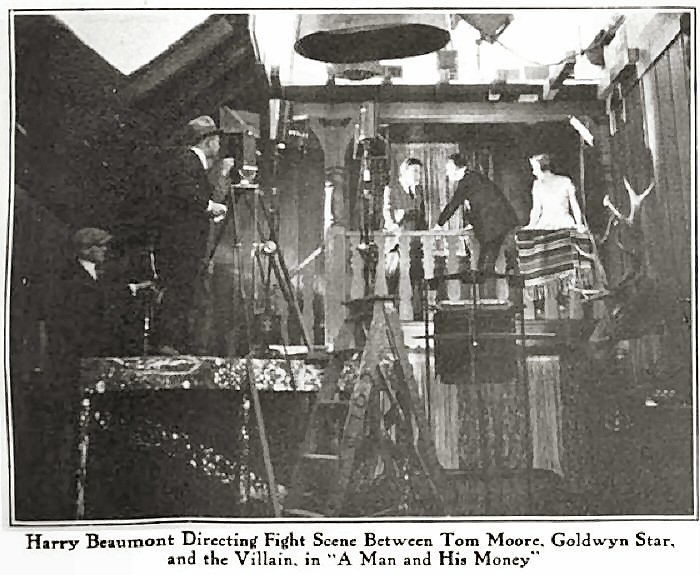
Beaumont egy 1919-es film rendezése közben.

Harry Beaumont (Abilene, Kansas, 1888. február 10. – Santa Monica, Kalifornia, 1966. december 22.) amerikai filmrendező, forgatókönyvíró és színész.
Több hollywoodi filmstúdiónak is dolgozott, többek között a Warner Brothersnek, Metro-Goldwyn-Mayernek és a 20th Century Foxnak is.
Legsikeresebb időszaka a némafilmes korszakban volt, például a John Barrymore címszereplésével készült Beau Brummel vagy a Joan Crawforddal forgatott Our Dancing Daughters.
Egyik legnagyobb sikerét viszont egy hangosfilmmel érte el, az 1929-es The Broadway Melodyért legjobb rendezői kategóriában Oscar-díjra jelölték.
Színészként főleg rövidfilmekben szerepelt az 1920-as években.
Felesége Hazel Daly volt, akitől két leánya született, Anne és Geraldine.

## Jelentősebb filmjei
- 1944 - You Can't Do That Me
- 1935 - Enchanted April
- 1934 - Murder on the Runaway Train
- 1933 - When Ladies Meet
- 1932 - Faithless
- 1932 - Are You Listening?
- 1931 - Laughing Sinners
- 1931 - Dance, Fools, Dance
- 1931 - West of Broadway
- 1930 - Our Blushing Bridges
- 1930 - The Gay Nineties
- 1929 - Speedway
- 1929 - The Broadway Melody
- 1928 - Our Dancing Daughters
- 1924 - Beau Brummel

## Fordítás
- Ez a szócikk részben vagy egészben  a   Harry_Beaumont című angol Wikipédia-szócikk fordításán alapul.  Az eredeti cikk szerkesztőit annak laptörténete sorolja fel. Ez a jelzés csupán a megfogalmazás eredetét és a szerzői jogokat jelzi, nem szolgál a cikkben szereplő információk forrásmegjelöléseként.